# Conflitto Israele-Striscia di Gaza del 2012
Il conflitto Israele-Striscia di Gaza del 2012 fu una campagna di otto giorni nella Striscia di Gaza governata da Hamas, iniziata il 14 novembre 2012 con l'uccisione di Ahmed Jabari, l'allora numero due dell'ala militare di Hamas, da parte di un attacco aereo israeliano.
Il conflitto è noto anche con gli appellativi "operazione Colonna di nuvola" (in ebraico: עַמּוּד עָנָן, Amúd Anán) e "operazione Pilastro di difesa", ovvero i nomi in codice della campagna.
È stata la seconda imponente operazione militare lanciata da Israele su Gaza dalla fine del 2008, dopo l'operazione Piombo fuso.

## Antefatti
L'esplosione della tensione tra i due Paesi giunge alla fine del fallimento di una lunga serie di trattative e come epilogo di una complessa operazione di riposizionamento diplomatico di Hamas all'interno dello scacchiere vicino-orientale nei mesi precedenti alla guerra, soprattutto per quanto concerne i rapporti tra la Striscia e il regime di Bashar al-Assad, con il quale si era consumata una rottura irrecuperabile (determinata anche dall'appoggio Coalizione nazionale siriana che si oppone ad Assad nella guerra civile allora in corso nel Paese). Nel contempo Hamas si adoperava in quel periodo per recuperare le relazioni diplomatiche con gli Stati arabi sunniti (in particolare Hamas tentava di stringere relazioni con l'Emiro del Qatar), tra cui l'Egitto dei Fratelli musulmani, avviando una nuova fase della propria politica estera, e suscitando la reazione diffidente dei paesi sciiti, in particolare dell'Iran e dello stesso regime siriano.
Il 23 ottobre 2012 lungo il confine con la Striscia di Gaza, alcuni soldati israeliani rimasero feriti dallo scoppio di un ordigno, a seguito di un attentato del Fronte Popolare per la Liberazione della Palestina che si opponeva al nuovo corso delle relazioni di Gaza e al tentativo di avviare un accordo d'intesa col Qatar e alcuni Paesi sunniti. Lo stesso 23 ottobre nella località sudanese di Yarmouk, un complesso industriale di produzione di munizioni e missili destinati ad Hamas (munizioni e rifornimenti militari che giungono poi per il corridoio del Sinai attraverso Rafah e altre centinaia di corridoi sotterranei, finanziate da Teheran), verrà gravemente danneggiato da un bombardamento israeliano. Pochi giorni dopo, a testimoniare il proprio coinvolgimento nel sostegno militare ad Hamas e il proprio appoggio al Sudan alleato, l'Iran inviò due navi da guerra a Port Sudan.
Dal 10 novembre si intensificava il lancio di missili da parte palestinese, soprattutto per iniziativa del Fronte Popolare per la Liberazione della Palestina e dal Jihad islamico. Fino al 14 novembre 2012, giorno della sua uccisione, Ahmad al-Ja'bari svolse un ruolo effettivo e di rilievo per il raggiungimento di un accordo stabile di tregua con Israele. Quel giorno al-Ja'bari venne ucciso a seguito di un'operazione militare dell'aeronautica israeliana, evento che è stato interpretato come gesto di rottura delle trattative per iniziativa del premier di Israele, Benjamin Netanyahu, e del ministro della difesa Ehud Barak, probabilmente coscienti dell'arenamento di fatto degli abboccamenti diplomatici, a seguito della scoperta del nuovo flusso di armi provenienti dal complesso di Yarmouk.
Nella permanente tensione che caratterizza i rapporti tra Israele e Hamas, inoltre, appare non secondario il rigido embargo con cui Israele esercita il blocco dell'afflusso di merci nella Striscia.

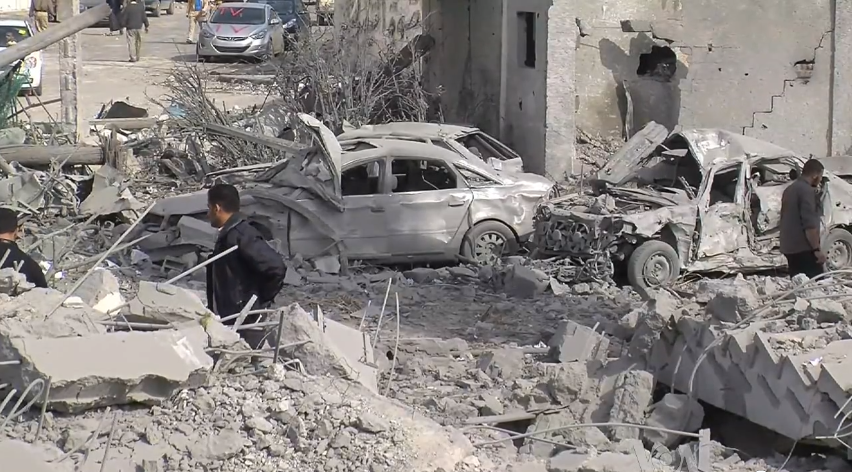
Macerie e case distrutte a Gaza dopo il bombardamento israeliano

La reazione palestinese a tale blocco si espresse attraverso le azioni ostili dei gruppi armati di Gaza, tra cui Hamas (da quando l'organizzazione armata palestinese ha assunto il pieno controllo della Striscia di Gaza dopo la guerra che l'ha contrapposta ad al-Fath, in seguito alle elezioni legislative in Palestina del 2006), che procedettero lungo tutto l'arco del 2012, con picchi a marzo e a giugno, a un costante lancio di razzi contro le cittadine e gli insediamenti israeliani del meridione del paese (con rilevante intensità nei consigli regionali di Ascalona e Eshkol e nella regione di Beersheba). Il 15 novembre un missile lanciato su Kiryat Malakhi, nella regione di Ascalona, uccise tre israeliani.
La reazione israeliana giunse, inoltre, in un intervallo temporale che fece ritenere che l'attacco fosse stato pianificato da tempo. Si svolse infatti a pochi giorni dalla fine delle elezioni statunitensi che confermarono il presidente uscente Barack Obama, due settimane prima circa della prevista votazione all'Onu sull'ingresso dello Stato di Palestina come membro osservatore (poi riconosciuto attraverso la risoluzione 67/19 il 29 novembre), e alcuni mesi prima delle elezioni israeliane, convocate per il 22 gennaio successivo (con un evidente ritorno mediatico per la coalizione nazionalista che fa perno sul Likud, il partito di Netanyahu). L'attacco non giunse quindi alla fine di un'escalation dei razzi di Hamas sul sud d'Israele (dal momento che durante i mesi di marzo e giugno si registrò un più fitto lancio dei missili, rispetto al periodo precedente all'inizio delle operazioni militari), ma in un varco temporale favorevole, sia sul fronte diplomatico estero, sia su quello interno.

## Sviluppo della campagna
L'operazione militare israeliana ebbe inizio il 14 novembre 2012, quando con un attacco aereo organizzato dall'Aeronautica militare israeliana, con l'appoggio dello Shin Bet, fu portato a compimento l'"omicidio mirato" di Ahmad al-Ja'bari, capo militare di Hamas. La reazione di Hamas e del MJIP fu quella di dichiarare che "Israele aveva aperto le porte dell'inferno" e di scatenare un massiccio lancio di razzi sulle cittadine e gli insediamenti israeliani, con un'azione che fu chiamata da Hamas "operazione Ḥijārat sajīl" (in arabo  حجارة سجيل‎?) e, da parte del MJIP, "Operazione Cielo azzurro" (in arabo السماء الزرقاء‎?, al-Samāʾ al-zarqāʾ).
Dopo questo attacco gli aerei israeliani hanno continuato a colpire la Striscia di Gaza con bombardamenti sui depositi di armi e anche su diversi palazzi civili. Il giorno dopo, Hamas lanciò un missile di fabbricazione iraniana Fajr-5 verso Tel Aviv (non accadeva dal 1991), che cadde tuttavia nel mare di fronte a Giaffa senza arrecare danni. Altri razzi - per lo più Qassām M75 - furono lanciati nelle ore successive, venendo tuttavia intercettati e resi inoffensivi dal sistema anti-missile israeliano Iron Dome.

### Operazioni missilistiche israeliane
Le forze aeree israeliane colpirono attraverso decine di raid oltre mille obiettivi nei giorni successivi all'inizio delle operazioni, bersagliando oltre a depositi militari, anche la sede del governo di Hamas nel quartiere Nasser, sedi di giornali e televisioni, campi profughi, banche ed edifici civili. I bombardamenti provocarono la morte, secondo fonti palestinesi, di 71 cittadini di Gaza e di tre cittadini israeliani, con un totale di oltre 400 feriti fra i civili.
I bombardamenti israeliani riguardarono in particolare il centro di Gaza, Jabaliya e il campo profughi annesso, e in misura minore Dayr al-Balah e Rafah. Altri obiettivi furono colpiti a Bayt Lahiya e Khān Yūnis.
Il 21 novembre una bomba esplose per ritorsione su un bus a Tel Aviv, causando 27 feriti, di cui uno grave, ma l'attentato - pur accolto con esultanza da Hamas  - non è stato attribuito con certezza all'organizzazione, visto il ruolo quasi nullo svolto da Hamas al di fuori di Gaza. Nonostante questo, la sera dello stesso 21 novembre vennero raggiunti gli accordi per un cessate il fuoco, grazie anche al ruolo attivo della diplomazia americana rappresentata dal segretario di Stato Clinton.

### La tregua non rispettata
Dopo le ore 21,00 (ora locale) del 21 novembre 2012, in seguito all'entrata in vigore della tregua tra le due fazioni, i palestinesi dalla striscia operarono il lancio di 14 razzi nell'arco delle ventiquattro ore successive. I primi dodici nelle ore immediatamente seguenti al cessate il fuoco, il tredicesimo fu lanciato nottetempo presso Be'er Tuvia, mentre l'ultimo fu lanciato il mattino seguente ma esplose in territorio palestinese.